# Grand Prix Stanów Zjednoczonych 2024
Grand Prix Stanów Zjednoczonych 2024, oficjalnie Formula 1 Pirelli United States Grand Prix 2024 – dziewiętnasta runda Mistrzostw Świata Formuły 1 w sezonie 2024. Grand Prix odbyło się w dniach 18–20 października 2024 na torze Circuit of the Americas w Austin. Wyścig wygrał Charles Leclerc (Ferrari), a na podium stanęli kolejno: Carlos Sainz Jr. (Ferrari) i Max Verstappen (Red Bull Racing). Lando Norris ukończył wyścig na trzeciej pozycji, ale otrzymał karę 5 sekund doliczonych do uzyskanego czasu.

## Lista startowa
| Nr          | Kierowca         | Zespół                        | Samochód                          | Silnik              | Opony |
| ----------- | ---------------- | ----------------------------- | --------------------------------- | ------------------- | ----- |
| 1           | Max Verstappen   | Oracle Red Bull Racing        | Red Bull RB20                     | Honda RBPTH002      | P     |
| 4           | Lando Norris     | McLaren Formula 1 Team        | McLaren MCL38                     | Mercedes-AMG F1 M15 | P     |
| 10          | Pierre Gasly     | BWT Alpine F1 Team            | Alpine A524                       | Renault E-Tech RE24 | P     |
| 11          | Sergio Pérez     | Oracle Red Bull Racing        | Red Bull RB20                     | Honda RBPTH002      | P     |
| 14          | Fernando Alonso  | Aston Martin Aramco F1 Team   | Aston Martin AMR24                | Mercedes-AMG F1 M15 | P     |
| 16          | Charles Leclerc  | Scuderia Ferrari HP           | Ferrari SF-24                     | Ferrari 066/12      | P     |
| 18          | Lance Stroll     | Aston Martin Aramco F1 Team   | Aston Martin AMR24                | Mercedes-AMG F1 M15 | P     |
| 20          | Kevin Magnussen  | MoneyGram Haas F1 Team        | Haas VF-24                        | Ferrari 066/10      | P     |
| 22          | Yūki Tsunoda     | Visa Cash App RB F1 Team      | RB VCARB 01                       | Honda RBPTH002      | P     |
| 23          | Alexander Albon  | Williams Racing               | Williams FW46                     | Mercedes-AMG F1 M15 | P     |
| 24          | Zhou Guanyu      | Stake F1 Team Kick Sauber     | Kick Sauber C44                   | Ferrari 066/12      | P     |
| 27          | Nico Hülkenberg  | MoneyGram Haas F1 Team        | Haas VF-24                        | Ferrari 066/10      | P     |
| 30          | Liam Lawson      | Visa Cash App RB F1 Team      | RB VCARB 01                       | Honda RBPTH002      | P     |
| 31          | Esteban Ocon     | BWT Alpine F1 Team            | Alpine A524                       | Renault E-Tech RE24 | P     |
| 43          | Franco Colapinto | Williams Racing               | Williams FW46                     | Mercedes-AMG F1 M15 | P     |
| 44          | Lewis Hamilton   | Mercedes-AMG PETRONAS F1 Team | Mercedes-AMG F1 W15 E Performance | Mercedes-AMG F1 M15 | P     |
| 55          | Carlos Sainz Jr. | Scuderia Ferrari HP           | Ferrari SF-24                     | Ferrari 066/12      | P     |
| 63          | George Russell   | Mercedes-AMG PETRONAS F1 Team | Mercedes-AMG F1 W15 E Performance | Mercedes-AMG F1 M15 | P     |
| 77          | Valtteri Bottas  | Stake F1 Team Kick Sauber     | Kick Sauber C44                   | Ferrari 066/12      | P     |
| 81          | Oscar Piastri    | McLaren Formula 1 Team        | McLaren MCL38                     | Mercedes-AMG F1 M15 | P     |
| Źródło: FIA |                  |                               |                                   |                     |       |

## Wyniki

### Najlepszy czas sesji treningowej
| Nr          | Kierowca         | Konstruktor | Czas     | Okr. |
| ----------- | ---------------- | ----------- | -------- | ---- |
| 55          | Carlos Sainz Jr. | Ferrari     | 1:33,602 | 24   |
| Źródło: FIA |                  |             |          |      |

### Kwalifikacje do sprintu
| P                    | Nr | Kierowca         | Konstruktor                  | Czasy w kwalifikacjach | Czasy w kwalifikacjach | Czasy w kwalifikacjach | Poz. s. |
| P                    | Nr | Kierowca         | Konstruktor                  | SQ1                    | SQ2                    | SQ3                    | Poz. s. |
| -------------------- | -- | ---------------- | ---------------------------- | ---------------------- | ---------------------- | ---------------------- | ------- |
| 1                    | 1  | Max Verstappen   | Red Bull Racing-Honda RBPT   | 1:33,908               | 1:33,290               | 1:32,833               | 1       |
| 2                    | 63 | George Russell   | Mercedes                     | 1:34,125               | 1:33,544               | 1:32,845               | 2       |
| 3                    | 16 | Charles Leclerc  | Ferrari                      | 1:33,647               | 1:33,392               | 1:33,059               | 3       |
| 4                    | 4  | Lando Norris     | McLaren-Mercedes             | 1:33,919               | 1:33,566               | 1:33,083               | 4       |
| 5                    | 55 | Carlos Sainz Jr. | Ferrari                      | 1:34,109               | 1:33,274               | 1:33,089               | 5       |
| 6                    | 27 | Nico Hülkenberg  | Haas-Ferrari                 | 1:34,825               | 1:33,994               | 1:33,183               | 6       |
| 7                    | 44 | Lewis Hamilton   | Mercedes                     | 1:33,840               | 1:33,370               | 1:33,378               | 7       |
| 8                    | 20 | Kevin Magnussen  | Haas-Ferrari                 | 1:34,403               | 1:33,788               | 1:33,398               | 8       |
| 9                    | 22 | Yūki Tsunoda     | RB-Honda RBPT                | 1:34,646               | 1:34,052               | 1:33,802               | 9       |
| 10                   | 43 | Franco Colapinto | Williams-Mercedes            | 1:34,606               | 1:33,952               | 1:34,406               | 10      |
| 11                   | 11 | Sergio Pérez     | Red Bull Racing-Honda RBPT   | 1:34,333               | 1:34,244               |                        | 11      |
| 12                   | 10 | Pierre Gasly     | Alpine-Renault               | 1:34,865               | 1:34,363               |                        | 12      |
| 13                   | 18 | Lance Stroll     | Aston Martin Aramco-Mercedes | 1:34,324               | –                      |                        | 13      |
| 14                   | 14 | Fernando Alonso  | Aston Martin Aramco-Mercedes | 1:34,436               | –                      |                        | 14      |
| 15                   | 30 | Liam Lawson      | RB-Honda RBPT                | 1:34,617               | –                      |                        | 15      |
| 16                   | 81 | Oscar Piastri    | McLaren-Mercedes             | 1:34,881               |                        |                        | 16      |
| 17                   | 31 | Esteban Ocon     | Alpine-Renault               | 1:34,917               |                        |                        | 17      |
| 18                   | 23 | Alexander Albon  | Williams-Mercedes            | 1:35,054               |                        |                        | PL      |
| 19                   | 77 | Valtteri Bottas  | Kick Sauber-Ferrari          | 1:35,148               |                        |                        | 18      |
| 20                   | 24 | Zhou Guanyu      | Kick Sauber-Ferrari          | 1:36,472               |                        |                        | 19      |
| 107% czasu: 1:40,202 |    |                  |                              |                        |                        |                        |         |
| Źródło: Formula 1    |    |                  |                              |                        |                        |                        |         |

### Sprint
| P           | Nr | Kierowca         | Konstruktor                  | Okr. | Czas      | Poz. s. | +/-       | Punkty |
| ----------- | -- | ---------------- | ---------------------------- | ---- | --------- | ------- | --------- | ------ |
| 1           | 1  | Max Verstappen   | Red Bull Racing-Honda RBPT   | 19   | 31:06,146 | 1       | Bez zmian | 8      |
| 2           | 55 | Carlos Sainz Jr. | Ferrari                      | 19   | +3,882    | 5       | 3         | 7      |
| 3           | 4  | Lando Norris     | McLaren-Mercedes             | 19   | +6,240    | 4       | 1         | 6      |
| 4           | 16 | Charles Leclerc  | Ferrari                      | 19   | +6,956    | 3       | 1         | 5      |
| 5           | 63 | George Russell   | Mercedes                     | 19   | +15,766   | 2       | 3         | 4      |
| 6           | 44 | Lewis Hamilton   | Mercedes                     | 19   | +18,724   | 7       | 1         | 3      |
| 7           | 20 | Kevin Magnussen  | Haas-Ferrari                 | 19   | +25,161   | 8       | 1         | 2      |
| 8           | 27 | Nico Hülkenberg  | Haas-Ferrari                 | 19   | +26,588   | 6       | 2         | 1      |
| 9           | 11 | Sergio Pérez     | Red Bull Racing-Honda RBPT   | 19   | +29,950   | 11      | 2         |        |
| 10          | 81 | Oscar Piastri    | McLaren-Mercedes             | 19   | +37,059   | 16      | 6         |        |
| 11          | 22 | Yūki Tsunoda     | RB-Honda RBPT                | 19   | +38,363   | 9       | 2         |        |
| 12          | 43 | Franco Colapinto | Williams-Mercedes            | 19   | +39,460   | 10      | 2         |        |
| 13          | 18 | Lance Stroll     | Aston Martin Aramco-Mercedes | 19   | +41,236   | 13      | Bez zmian |        |
| 14          | 10 | Pierre Gasly     | Alpine-Renault               | 19   | +41,995   | 12      | 2         |        |
| 15          | 31 | Esteban Ocon     | Alpine-Renault               | 19   | +42,804   | 17      | 2         |        |
| 16          | 30 | Liam Lawson      | RB-Honda RBPT                | 19   | +44,008   | 15      | 1         |        |
| 17          | 23 | Alexander Albon  | Williams-Mercedes            | 19   | +44,564   | PL      | 3         |        |
| 18          | 14 | Fernando Alonso  | Aston Martin Aramco-Mercedes | 19   | +46,807   | 14      | 4         |        |
| 19          | 24 | Zhou Guanyu      | Kick Sauber-Ferrari          | 19   | +52,842   | 19      | Bez zmian |        |
| 20          | 77 | Valtteri Bottas  | Kick Sauber-Ferrari          | 19   | +54,476   | 18      | 2         |        |
| Źródło: FIA |    |                  |                              |      |           |         |           |        |

### Najszybsze okrążenie w sprincie
| Nr          | Kierowca       | Konstruktor                | Czas     | Okr. |
| ----------- | -------------- | -------------------------- | -------- | ---- |
| 1           | Max Verstappen | Red Bull Racing-Honda RBPT | 1:37,463 | 19   |
| Źródło: FIA |                |                            |          |      |

### Prowadzenie w sprincie
| Nr                              | Kierowca       | Konstruktor                | Okrążenia | Suma |
| ------------------------------- | -------------- | -------------------------- | --------- | ---- |
| 1                               | Max Verstappen | Red Bull Racing-Honda RBPT | 1–19      | 19   |
| \| Wykres \| \| ------ \| \| \| |                |                            |           |      |
| Źródło: FIA                     |                |                            |           |      |
| Wykres                          |                |                            |           |      |
|                                 |                |                            |           |      |

### Kwalifikacje
| P                    | Nr | Kierowca         | Konstruktor                  | Czasy w kwalifikacjach | Czasy w kwalifikacjach | Czasy w kwalifikacjach | Poz. s. |
| P                    | Nr | Kierowca         | Konstruktor                  | Q1                     | Q2                     | Q3                     | Poz. s. |
| -------------------- | -- | ---------------- | ---------------------------- | ---------------------- | ---------------------- | ---------------------- | ------- |
| 1                    | 4  | Lando Norris     | McLaren-Mercedes             | 1:33,616               | 1:32,851               | 1:32,330               | 1       |
| 2                    | 1  | Max Verstappen   | Red Bull Racing-Honda RBPT   | 1:33,046               | 1:32,584               | 1:32,361               | 2       |
| 3                    | 55 | Carlos Sainz Jr. | Ferrari                      | 1:33,556               | 1:32,836               | 1:32,652               | 3       |
| 4                    | 16 | Charles Leclerc  | Ferrari                      | 1:33,241               | 1:32,962               | 1:32,740               | 4       |
| 5                    | 81 | Oscar Piastri    | McLaren-Mercedes             | 1:33,864               | 1:33,057               | 1:32,950               | 5       |
| 6                    | 63 | George Russell   | Mercedes                     | 1:33,536               | 1:33,142               | 1:32,974               | PL      |
| 7                    | 10 | Pierre Gasly     | Alpine-Renault               | 1:33,550               | 1:33,162               | 1:33,018               | 6       |
| 8                    | 14 | Fernando Alonso  | Aston Martin Aramco-Mercedes | 1:33,973               | 1:33,429               | 1:33,309               | 7       |
| 9                    | 20 | Kevin Magnussen  | Haas-Ferrari                 | 1:33,564               | 1:33,474               | 1:33,481               | 8       |
| 10                   | 11 | Sergio Pérez     | Red Bull Racing-Honda RBPT   | 1:33,611               | 1:33,020               | –                      | 9       |
| 11                   | 22 | Yūki Tsunoda     | RB-Honda RBPT                | 1:33,795               | 1:33,506               |                        | 10      |
| 12                   | 27 | Nico Hülkenberg  | Haas-Ferrari                 | 1:33,601               | 1:33,544               |                        | 11      |
| 13                   | 31 | Esteban Ocon     | Alpine-Renault               | 1:33,986               | 1:33,597               |                        | 12      |
| 14                   | 18 | Lance Stroll     | Aston Martin Aramco-Mercedes | 1:34,033               | 1:33,759               |                        | 13      |
| 15                   | 30 | Liam Lawson      | RB-Honda RBPT                | 1:33,339               | –                      |                        | 19      |
| 16                   | 23 | Alexander Albon  | Williams-Mercedes            | 1:34,051               |                        |                        | 14      |
| 17                   | 43 | Franco Colapinto | Williams-Mercedes            | 1:34,062               |                        |                        | 15      |
| 18                   | 77 | Valtteri Bottas  | Kick Sauber-Ferrari          | 1:34,152               |                        |                        | 16      |
| 19                   | 44 | Lewis Hamilton   | Mercedes                     | 1:34,154               |                        |                        | 17      |
| 20                   | 24 | Zhou Guanyu      | Kick Sauber-Ferrari          | 1:34,228               |                        |                        | 18      |
| 107% czasu: 1:39,559 |    |                  |                              |                        |                        |                        |         |
| Źródło: FIA          |    |                  |                              |                        |                        |                        |         |

### Wyścig
Po raz pierwszy od Grand Prix Kanady na tor wyjechał samochód bezpieczeństwa (po obróceniu Lewisa Hamiltona).
| P           | Nr | Kierowca         | Konstruktor                  | Okr. | Czas           | Poz. s. | +/−       | Punkty |
| ----------- | -- | ---------------- | ---------------------------- | ---- | -------------- | ------- | --------- | ------ |
| 1           | 16 | Charles Leclerc  | Ferrari                      | 56   | 1:35:09,639    | 4       | 3         | 25     |
| 2           | 55 | Carlos Sainz Jr. | Ferrari                      | 56   | +8,562         | 3       | 1         | 18     |
| 3           | 1  | Max Verstappen   | Red Bull Racing-Honda RBPT   | 56   | +19,412        | 2       | 1         | 15     |
| 4           | 4  | Lando Norris     | McLaren-Mercedes             | 56   | +20,354        | 1       | 3         | 12     |
| 5           | 81 | Oscar Piastri    | McLaren-Mercedes             | 56   | +21,921        | 5       | Bez zmian | 10     |
| 6           | 63 | George Russell   | Mercedes                     | 56   | +56,295        | PL      | 14        | 8      |
| 7           | 11 | Sergio Pérez     | Red Bull Racing-Honda RBPT   | 56   | +59,072        | 9       | 2         | 6      |
| 8           | 27 | Nico Hülkenberg  | Haas-Ferrari                 | 56   | +62,957        | 11      | 3         | 4      |
| 9           | 30 | Liam Lawson      | RB-Honda RBPT                | 56   | +70,563        | 19      | 10        | 2      |
| 10          | 43 | Franco Colapinto | Williams-Mercedes            | 56   | +71,979        | 15      | 5         | 1      |
| 11          | 20 | Kevin Magnussen  | Haas-Ferrari                 | 56   | +79,782        | 8       | 3         |        |
| 12          | 10 | Pierre Gasly     | Alpine-Renault               | 56   | +90,558        | 6       | 6         |        |
| 13          | 14 | Fernando Alonso  | Aston Martin Aramco-Mercedes | 55   | +1 okrążenie   | 7       | 6         |        |
| 14          | 22 | Yūki Tsunoda     | RB-Honda RBPT                | 55   | +1 okrążenie   | 10      | 4         |        |
| 15          | 18 | Lance Stroll     | Aston Martin Aramco-Mercedes | 55   | +1 okrążenie   | 13      | 2         |        |
| 16          | 23 | Alexander Albon  | Williams-Mercedes            | 55   | +1 okrążenie   | 14      | 2         |        |
| 17          | 77 | Valtteri Bottas  | Kick Sauber-Ferrari          | 55   | +1 okrążenie   | 16      | 1         |        |
| 18          | 31 | Esteban Ocon     | Alpine-Renault               | 55   | +1 okrążenie   | 12      | 6         | [ i ]  |
| 19          | 24 | Zhou Guanyu      | Kick Sauber-Ferrari          | 55   | +1 okrążenie   | 18      | 1         |        |
| NS          | 44 | Lewis Hamilton   | Mercedes                     | 1    | NU (obrócenie) | 17      |           |        |
| Źródło: FIA |    |                  |                              |      |                |         |           |        |

### Najszybsze okrążenie
| Nr          | Kierowca     | Konstruktor    | Czas     | Okr. |
| ----------- | ------------ | -------------- | -------- | ---- |
| 31          | Esteban Ocon | Alpine-Renault | 1:37,330 | 53   |
| Źródło: FIA |              |                |          |      |

### Prowadzenie w wyścigu
| Nr                              | Kierowca        | Konstruktor      | Okrążenia   | Suma |
| ------------------------------- | --------------- | ---------------- | ----------- | ---- |
| 16                              | Charles Leclerc | Ferrari          | 1–26, 32–56 | 51   |
| 4                               | Lando Norris    | McLaren-Mercedes | 27–31       | 5    |
| \| Wykres \| \| ------ \| \| \| |                 |                  |             |      |
| Źródło: FIA                     |                 |                  |             |      |
| Wykres                          |                 |                  |             |      |
|                                 |                 |                  |             |      |

## Klasyfikacja po wyścigu

### Kierowcy
| P           | +/−       | Kierowca         | Zgł. | Punkty | P1 | P2 | P3 | PP | NO | NS | NU | NW | DK | WYK |
| ----------- | --------- | ---------------- | ---- | ------ | -- | -- | -- | -- | -- | -- | -- | -- | -- | --- |
| 1           | Bez zmian | Max Verstappen   | 19   | 354    | 7  | 4  | 1  | 8  | 2  | 2  | 2  | –  | –  | –   |
| 2           | Bez zmian | Lando Norris     | 19   | 297    | 3  | 5  | 3  | 6  | 4  | –  | 1  | –  | –  | –   |
| 3           | Bez zmian | Charles Leclerc  | 19   | 275    | 3  | 2  | 5  | 3  | 2  | 1  | 1  | –  | –  | –   |
| 4           | Bez zmian | Oscar Piastri    | 19   | 247    | 2  | 4  | 1  | –  | 1  | –  | –  | –  | –  | –   |
| 5           | Bez zmian | Carlos Sainz Jr. | 18   | 215    | 1  | 1  | 4  | –  | 1  | 1  | 2  | –  | –  | –   |
| 6           | Bez zmian | Lewis Hamilton   | 19   | 174    | 2  | –  | 2  | –  | 2  | 2  | 2  | –  | –  | –   |
| 7           | Bez zmian | George Russell   | 19   | 167    | 1  | –  | 2  | 2  | 2  | 1  | 2  | –  | 1  | –   |
| 8           | Bez zmian | Sergio Pérez     | 19   | 150    | –  | 3  | 1  | –  | 1  | 2  | 3  | –  | –  | –   |
| 9           | Bez zmian | Fernando Alonso  | 19   | 62     | –  | –  | –  | –  | 2  | –  | –  | –  | –  | –   |
| 10          | Bez zmian | Nico Hülkenberg  | 19   | 29     | –  | –  | –  | –  | –  | 1  | 1  | –  | –  | –   |
| 11          | Bez zmian | Lance Stroll     | 19   | 24     | –  | –  | –  | –  | –  | 1  | 2  | –  | –  | –   |
| 12          | Bez zmian | Yūki Tsunoda     | 19   | 22     | –  | –  | –  | –  | –  | 3  | 3  | –  | –  | –   |
| 13          | Bez zmian | Alexander Albon  | 19   | 12     | –  | –  | –  | –  | –  | 4  | 4  | –  | –  | –   |
| 14          | Bez zmian | Daniel Ricciardo | 18   | 12     | –  | –  | –  | –  | 1  | 2  | 2  | –  | –  | –   |
| 15          | 2         | Kevin Magnussen  | 18   | 8      | –  | –  | –  | –  | –  | 1  | 2  | –  | –  | 1   |
| 16          | 1         | Pierre Gasly     | 19   | 8      | –  | –  | –  | –  | –  | 3  | 2  | 1  | –  | –   |
| 17          | 1         | Oliver Bearman   | 2    | 7      | –  | –  | –  | –  | –  | –  | –  | –  | –  | –   |
| 18          | 1         | Franco Colapinto | 4    | 5      | –  | –  | –  | –  | –  | –  | –  | –  | –  | –   |
| 19          | 1         | Esteban Ocon     | 19   | 5      | –  | –  | –  | –  | 1  | 1  | 1  | –  | –  | –   |
| 20          | N         | Liam Lawson      | 1    | 2      | –  | –  | –  | –  | –  | –  | –  | –  | –  | –   |
| 21          | 1         | Zhou Guanyu      | 19   | 0      | –  | –  | –  | –  | –  | 2  | 2  | –  | –  | –   |
| 22          | 1         | Logan Sargeant   | 14   | 0      | –  | –  | –  | –  | –  | 2  | 2  | –  | –  | –   |
| 23          | 1         | Valtteri Bottas  | 19   | 0      | –  | –  | –  | –  | –  | 1  | 1  | –  | –  | –   |
| Źródło: FIA |           |                  |      |        |    |    |    |    |    |    |    |    |    |     |

### Konstruktorzy
| P           | +/-       | Konstruktor                  | Zgł. | Punkty | P1 | P2 | P3 | PP | NO | NS | NU | NW | DK | WYK |
| ----------- | --------- | ---------------------------- | ---- | ------ | -- | -- | -- | -- | -- | -- | -- | -- | -- | --- |
| 1           | Bez zmian | McLaren-Mercedes             | 38   | 544    | 5  | 9  | 4  | 6  | 5  | –  | 1  | –  | –  | –   |
| 2           | Bez zmian | Red Bull Racing-Honda RBPT   | 38   | 504    | 7  | 7  | 2  | 8  | 3  | 3  | 4  | –  | –  | –   |
| 3           | Bez zmian | Ferrari                      | 38   | 496    | 4  | 3  | 9  | 3  | 3  | 2  | 3  | –  | –  | –   |
| 4           | Bez zmian | Mercedes                     | 38   | 344    | 3  | –  | 4  | 2  | 4  | 3  | 4  | –  | 1  | –   |
| 5           | Bez zmian | Aston Martin Aramco-Mercedes | 38   | 86     | –  | –  | –  | –  | 2  | 1  | 2  | –  | –  | –   |
| 6           | 1         | Haas-Ferrari                 | 38   | 38     | –  | –  | –  | –  | –  | 2  | 3  | –  | –  | 1   |
| 7           | 1         | RB-Honda RBPT                | 38   | 36     | –  | –  | –  | –  | 1  | 5  | 5  | –  | –  | –   |
| 8           | Bez zmian | Williams-Mercedes            | 37   | 17     | –  | –  | –  | –  | –  | 6  | 6  | –  | –  | –   |
| 9           | Bez zmian | Alpine-Renault               | 38   | 13     | –  | –  | –  | –  | 1  | 4  | 3  | 1  | –  | –   |
| 10          | Bez zmian | Kick Sauber-Ferrari          | 38   | 0      | –  | –  | –  | –  | –  | 3  | 3  | –  | –  | –   |
| Źródło: FIA |           |                              |      |        |    |    |    |    |    |    |    |    |    |     |